# Farmer (Dakota Południowa)
Farmer – miasto w Stanach Zjednoczonych, w stanie Dakota Południowa, w hrabstwie Hanson.